# Punta Negra (Bahía Baja)
La punta Negra (52°05′S 58°44′O / -52.083, -58.733) se encuentra en el extremo sudoriental de la isla Soledad del archipiélago de las Malvinas. Administrativamente pertenece al departamento Islas del Atlántico Sur de la provincia de Tierra del Fuego, Antártida e Islas del Atlántico Sur.
Esta punta se ubica en costa oriental de la bahía Baja Además se encuentra al oeste del rincón Caleta Foca y al noroeste de la punta Triste.